# Liangwan
Liangwan (kinesiska: 两碗镇) är en köping i Kina. Den ligger i provinsen Yunnan, i den sydvästra delen av landet, omkring 410 kilometer nordost om provinshuvudstaden Kunming. Antalet invånare är 15 239. Befolkningen består av 7 302 kvinnor och 7 937 män. Barn under 15 år utgör 25,0 %, vuxna 15-64 år 65 %, och äldre över 65 år 8,0 %.
Genomsnittlig årsnederbörd är 1 329 millimeter. Den regnigaste månaden är juli, med i genomsnitt 290 mm nederbörd, och den torraste är januari, med 17 mm nederbörd.